# سحر حمدي
سحر حمدي (26 يناير 1956 -)، ممثلة وراقصة شرقية مصرية معتزلة.

## حياتها
ولدت بمحافظة الجيزة في أسرة متوسطة الحال، لأب يعمل موظًفًا بسكك حديد مصر ووالدة ربة منزل، لديها ثلاثة أشقاء (ولد وبنتين)، تخرجت في كلية الآداب في جامعة القاهرة وواجهت اعتراضات من أسرتها بسبب حبها للتمثيل والرقص الاستعراضي.
بدأت في الرقص في صالات الفنادق ثم التمثيل شاركت في عدة أعمال منها (ننوسة، المشاغبون في نويبع من تأليف وإخراج ناصر حسين). حصلت على دور راقصة في فيلم "ليتنى ما عرفت الحب" الذي كان بداية ظهورها على شاشة السينما. كما شاركت في مسرحية " اللي اختشوا" ومسلسل "بيت العيلة".

### اعتزالها
إعتزلت الفن بإرتداء الحجاب في أوائل التسعينيات. ظهرت على قناة اقرأ مع عدد من الفنانات التائبات.

## أعمالها

### أفلام
- ليتنى ما عرفت الحب.
- أرجوك اعطني هذا الدواء.
- المشاغبات في السجن.
- المشاغبون في نويبع.
- ننوسه.

## روابط خارجية
- سحر حمدي على موقع الدهليز
- سحر حمدي على موقع قاعدة بيانات الأفلام العربية
- سحر حمدي على موقع ديسكوغز (الإنجليزية)